# Никольская волость (Бирский уезд)
Никольская волость — волость в Бирском уезде Уфимской губернии. Волостной центр — деревня Никольское (Тепляки).
Ныне территория Бураевского, Калтасинского, Татышлинского районов Республики Башкортостан Российской Федерации.

## География
В пределах волости протекают незначительные речки Варзы, Гарейка и другие. Местность в общем ровная, почва черноземная.

## Состав
На 1906 год 18 селений и 1 хутор.
- Анненка (Залесовка, Анненское)[1]
- Асафтамак
- Байшадина
- Башкибаш
- Большой Шукшан
- Братовщина
- Григорьевка[2]
- Ендовка (Яндовка)[3]
- Каменный Ключ
- Малый Шукшан
- Никольское (Тепляки) — волостной центр
- Ново-Александровка[4]
- Ново-Николаевка
- Ново-Яшева
- Саратовка[5]
- Сосновка
- Старо-Яшева
- Степановка[6]

## Население
По справочнику 1906 года население волости 7216 душ обоего пола.

## Инфраструктура
Личное подсобное хозяйство с зоной сельскохозяйственного использования, индивидуальная застройка усадебного типа.
Жители, по данным справочника 1906 года, занимаются исключительно земледелием.